# 悉尼天文台
悉尼天文台（英語：Sydney Observatory）是澳洲悉尼的一座氣象站、天文台、科學博物館和教育設施。悉尼天文台位於悉尼市中心的天文台公園。該天文台原本建有防禦工事，在19世紀改為天文台，現在則是一個博物館。2000年12月22日，悉尼天文台被列入新南威爾斯州登記遺產。該天文台擁有澳洲最古老的天文望遠鏡，現在仍在使用中。

## 外部連結
- 官方网站

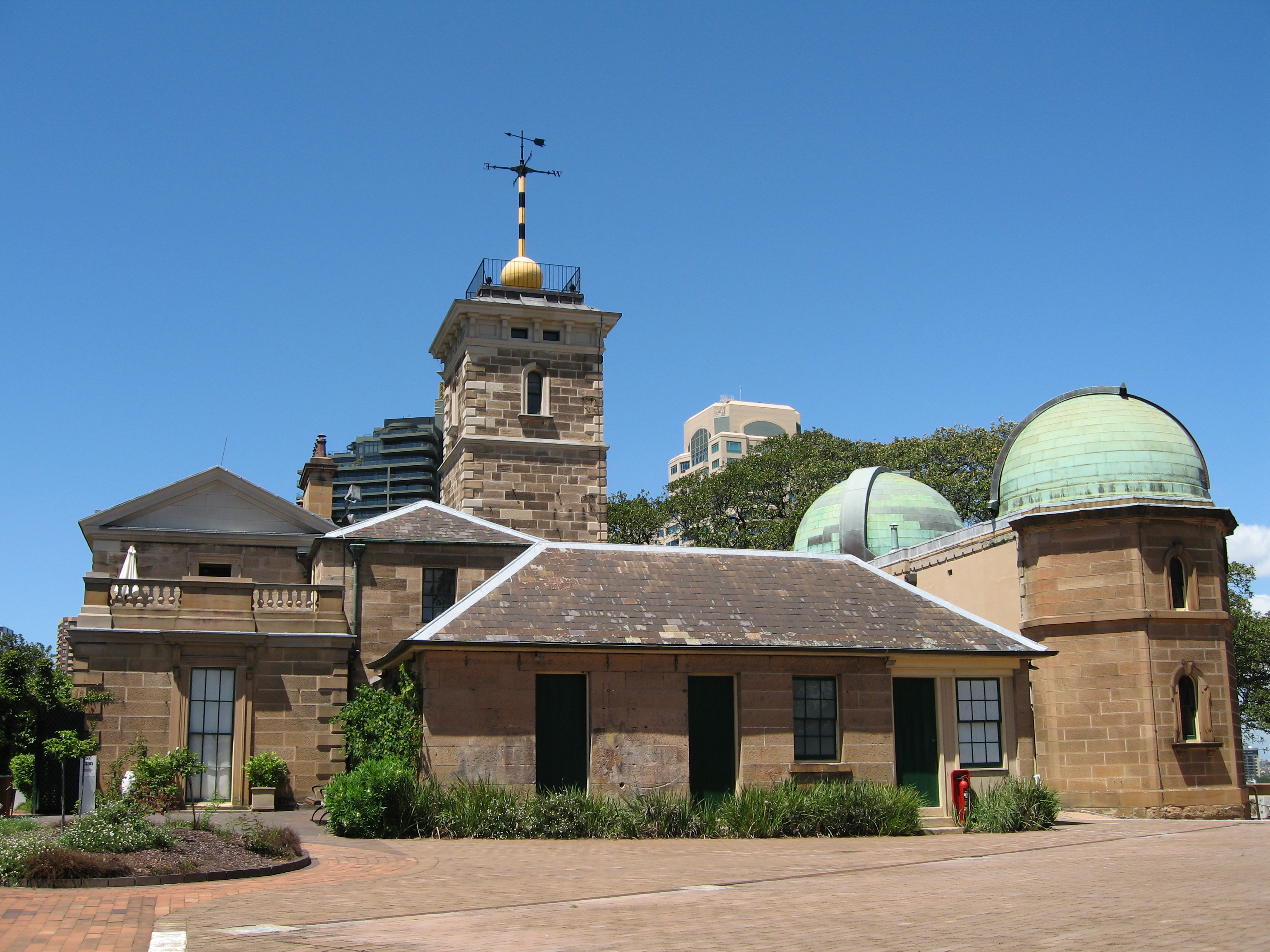
現在的悉尼天文台

- Sydney Observatory （页面存档备份，存于）
- . Australian Heritage Database. Department of the Environment. 21 March 1978.
- . Sydney Observatory.   [2006-02-01]. （原始内容存档于2006-01-15）.
- Jahn, Graham. . About Sydney:Historic buildings. City of Sydney. 2005  [2006-02-01]. （原始内容存档于2012-05-07）.
- Ellmoos, Laila. . Dictionary of Sydney. Dictionary of Sydney Trust. 2008  [2015-10-11]. （原始内容存档于2021-12-23）. [CC-By-SA]
- Further Links and Images duchs.com